# Passo della Scaparina
Il passo della Scaparina è un valico dell'Appennino ligure, che mette in comunicazione la valle Staffora (Lombardia) con la val Trebbia (Emilia-Romagna), presso l'omonimo monte (1157 m). Posto a 1108 m sul crinale che collega il Passo del Penice con il Passo del Brallo. 
Altre tre strade si incrociano sul passo con quella che collega Penice-Brallo, quella che sale da Bobbio, passando per la frazione Ceci, una che sale da Menconico e una da Massinigo frazione di Santa Margherita di Staffora.
Dista 13,5 km da Varzi, 13,2 km da Bobbio, 5,9 km dal Passo del Brallo e 6 km dal Passo del Penice.